# Kasyno 6. Pułku Grenadierów w Poznaniu
Kasyno 6 Pułku Grenadierów – neobarokowy budynek restauracyjny w Poznaniu, zlokalizowany przy ul. Bukowskiej 20, na granicy Grunwaldu (osiedle administracyjne Św. Łazarz) i Jeżyc.

## Historia
Kasyno powstało w 1912 lub 1908, jako uzupełnienie wcześniejszego kompleksu koszarowego z lat 80. XIX wieku (Bukowska/Kraszewskiego, proj. Wilhelm Drewitz i August Fleischinger) oraz koszar grenadierów przy ul. Szylinga. Kasyno służyło oficerom 6 pułku grenadierów i było jednym z kilku obiektów tego typu w Poznaniu. Budynek, ulokowany w niewielkim parku, otrzymał formę neobarokową z elementami secesji. Po przejęciu obiektu przez Wojsko Polskie mieściło się tutaj Kasyno Wojskowe nr 416. W początkach XXI wieku wojsko sprzedało budynek prywatnemu właścicielowi i od tego czasu kasyno niszczeje.
Od połowy lat 70. do 2013 roku nad wejściem do obiektu znajdował się neon.
W pobliżu znajdują się: dom oficerski przy ul. Szylinga, kamienica Bolesława Richelieu, jeżycka strażnica pożarowa, dawny hotel Polonia, I LO i Stare ZOO.